# Simon Podrebršek
Simon Podrebršek (* 8. April 1983) ist ein ehemaliger slowenischer Skispringer.

## Werdegang
Podrebršek gab sein internationales Debüt zur Saison 2000/01 im Skisprung-Continental-Cup. Bereits in seinem ersten Jahr in dieser Serie erreichte er mit Rang 64 der Gesamtwertung das beste Saisonresultat seiner Karriere.
Am 1. Dezember 2001 startete er in Titisee-Neustadt erstmals im Skisprung-Weltcup. Dabei verpasste er aber mit Rang 48 den zweiten Durchgang und damit auch die Punkteränge. Ende Januar 2002 gehörte er zur Mannschaft beim Team-Weltcup in Sapporo und wurde mit seinen Teamkollegen am Ende Sechster.
Am 1. Februar 2003 erreichte Podrebršek in Braunlage mit dem 14. Platz seine beste Einzelplatzierung im Continental Cup. Nachdem er jedoch zum Ende der Saison 2002/03 nur Rang 133 der Gesamtwertung erreicht hatte, beendete er seine aktive Skisprungkarriere.

## Statistik

### Continental-Cup-Platzierungen
| Saison  | Platz | Punkte |
| ------- | ----- | ------ |
| 2000/01 | 064.  | 150    |
| 2001/02 | 213.  | 014    |
| 2002/03 | 133.  | 027    |